# Crandall (Indiana)
Crandall é uma cidade  localizada no estado americano de Indiana, no Condado de Harrison.

## Demografia
Segundo o censo americano de 2000, a sua população era de 131 habitantes.
Em 2006, foi estimada uma população de 134, um aumento de 3 (2.3%).

## Geografia
De acordo com o United States Census Bureau tem uma área de
0,3 km², dos quais 0,3 km² cobertos por terra e 0,0 km² cobertos por água. Crandall localiza-se a aproximadamente 213 m acima do nível do mar.

## Localidades na vizinhança
O diagrama seguinte representa as localidades num raio de 16 km ao redor de Crandall.